# Tilden (Nebraska)
Tilden je grad u američkoj saveznoj državi Nebraska. Prema popisu stanovništva iz 2010. u njemu je živjelo 953 stanovnika.